# G3 (turnê)
G3 é uma turnê musical periódica no qual se reúnem três grandes guitarristas da atualidade para apresentarem suas composições solo. É um evento criado pelo guitarrista Joe Satriani, que convida outros guitarristas para participarem das turnês, algumas incluindo gravação ao vivo de um álbum.
Em janeiro de 2018, em uma entrevista dada à rádio 107.7 The Bone, Satriani afirmou ter criado o projeto G3 porque o sucesso o isolou das pessoas, especialmente de seus amigos músicos. Segundo ele, "quando criança, sempre pensava que quando fosse um rock star, estaria saindo com todos os meus amigos, farreando, tocando guitarra, falando do meu próximo disco, mas o oposto estava acontecendo. Sempre estava em outro país, outra cidade e meus amigos estavam em outro lugar e eu ficaria preso em um quarto de hotel, ou tocando as mesmas 20 músicas todas as noites. Pensei: "isso não é legal, está me fazendo ficar menos social como guitarrista"".

## Participações

### 1996
Joe Satriani, Eric Johnson e Steve Vai entraram em turne em outubro de 1996. 
A tour rendeu o DVD/VHS&CD: G3: Live in Concert gravado em novembro de 1996, no Northrop Auditorium em Minneapolis, Minnesota.

### 1998
Excursionou pela Europa.
Patrick Rondat também estava presente nas datas da turnê G3, na França.
| G3 1998 setlist  | G3 1998 setlist                         | G3 1998 setlist |
| Artista          | Canção                                  | Músicos |
| ---------------- | --------------------------------------- | --- |
| Michael Schenker | "In Search of Peace of Mind"            | - David Van Landing - vocal - Gary Barden - vocal - Michael Schenker - lead guitarra - Seth Bernstein - rhythm guitarra, teclados - Jeff Kollman - baixo - Shane Gaalaas - bateria    |
| Michael Schenker | "Assault Attack"                        | - David Van Landing - vocal - Gary Barden - vocal - Michael Schenker - lead guitarra - Seth Bernstein - rhythm guitarra, teclados - Jeff Kollman - baixo - Shane Gaalaas - bateria    |
| Michael Schenker | "Into the Arena"                        | - David Van Landing - vocal - Gary Barden - vocal - Michael Schenker - lead guitarra - Seth Bernstein - rhythm guitarra, teclados - Jeff Kollman - baixo - Shane Gaalaas - bateria    |
| Michael Schenker | "Another Piece of Meat"                 | - David Van Landing - vocal - Gary Barden - vocal - Michael Schenker - lead guitarra - Seth Bernstein - rhythm guitarra, teclados - Jeff Kollman - baixo - Shane Gaalaas - bateria    |
| Michael Schenker | "Let It Roll"                           | - David Van Landing - vocal - Gary Barden - vocal - Michael Schenker - lead guitarra - Seth Bernstein - rhythm guitarra, teclados - Jeff Kollman - baixo - Shane Gaalaas - bateria    |
| Michael Schenker | "Captain Nemo"                          | - David Van Landing - vocal - Gary Barden - vocal - Michael Schenker - lead guitarra - Seth Bernstein - rhythm guitarra, teclados - Jeff Kollman - baixo - Shane Gaalaas - bateria    |
| Michael Schenker | "Written in the Sand"                   | - David Van Landing - vocal - Gary Barden - vocal - Michael Schenker - lead guitarra - Seth Bernstein - rhythm guitarra, teclados - Jeff Kollman - baixo - Shane Gaalaas - bateria    |
| Michael Schenker | "Essence"                               | - David Van Landing - vocal - Gary Barden - vocal - Michael Schenker - lead guitarra - Seth Bernstein - rhythm guitarra, teclados - Jeff Kollman - baixo - Shane Gaalaas - bateria    |
| Michael Schenker | "Lost Horizons"                         | - David Van Landing - vocal - Gary Barden - vocal - Michael Schenker - lead guitarra - Seth Bernstein - rhythm guitarra, teclados - Jeff Kollman - baixo - Shane Gaalaas - bateria    |
| Michael Schenker | "Attack of the Mad Axeman"              | - David Van Landing - vocal - Gary Barden - vocal - Michael Schenker - lead guitarra - Seth Bernstein - rhythm guitarra, teclados - Jeff Kollman - baixo - Shane Gaalaas - bateria    |
| Michael Schenker | "Bijou Pleasurette"                     | - David Van Landing - vocal - Gary Barden - vocal - Michael Schenker - lead guitarra - Seth Bernstein - rhythm guitarra, teclados - Jeff Kollman - baixo - Shane Gaalaas - bateria    |
| Michael Schenker | "Positive Forward"                      | - David Van Landing - vocal - Gary Barden - vocal - Michael Schenker - lead guitarra - Seth Bernstein - rhythm guitarra, teclados - Jeff Kollman - baixo - Shane Gaalaas - bateria    |
| Michael Schenker | "Armed and Ready"                       | - David Van Landing - vocal - Gary Barden - vocal - Michael Schenker - lead guitarra - Seth Bernstein - rhythm guitarra, teclados - Jeff Kollman - baixo - Shane Gaalaas - bateria    |
| Uli Jon Roth     | "G3 Overture"                           | - Liz Vandall - vocal - Uli Jon Roth - guitarra - Patrice Guers - baixo - Don Airey - teclado - Clive Bunker - bateria                                                                |
| Uli Jon Roth     | "The Four Seasons Part I"               | - Liz Vandall - vocal - Uli Jon Roth - guitarra - Patrice Guers - baixo - Don Airey - teclado - Clive Bunker - bateria                                                                |
| Uli Jon Roth     | "The Four Seasons Part II"              | - Liz Vandall - vocal - Uli Jon Roth - guitarra - Patrice Guers - baixo - Don Airey - teclado - Clive Bunker - bateria                                                                |
| Uli Jon Roth     | "Hiroshima"                             | - Liz Vandall - vocal - Uli Jon Roth - guitarra - Patrice Guers - baixo - Don Airey - teclado - Clive Bunker - bateria                                                                |
| Uli Jon Roth     | "Polar Nights"                          | - Liz Vandall - vocal - Uli Jon Roth - guitarra - Patrice Guers - baixo - Don Airey - teclado - Clive Bunker - bateria                                                                |
| Uli Jon Roth     | "Beethoven's Fifth"                     | - Liz Vandall - vocal - Uli Jon Roth - guitarra - Patrice Guers - baixo - Don Airey - teclado - Clive Bunker - bateria                                                                |
| Joe Satriani     | "Up in the Sky"                         | - Joe Satriani - guitar, vocals - Stuart Hamm - bass - Jeff Campitelli - drums |
| Joe Satriani     | "House Full of Bullets"                 | - Joe Satriani - guitar, vocals - Stuart Hamm - bass - Jeff Campitelli - drums |
| Joe Satriani     | "Crystal Planet"                        | - Joe Satriani - guitar, vocals - Stuart Hamm - bass - Jeff Campitelli - drums |
| Joe Satriani     | "Time"                                  | - Joe Satriani - guitar, vocals - Stuart Hamm - bass - Jeff Campitelli - drums |
| Joe Satriani     | "Raspberry Jam Delta-V"                 | - Joe Satriani - guitar, vocals - Stuart Hamm - bass - Jeff Campitelli - drums |
| Joe Satriani     | "Lights of Heaven"                      | - Joe Satriani - guitar, vocals - Stuart Hamm - bass - Jeff Campitelli - drums |
| Joe Satriani     | "Ice 9"                                 | - Joe Satriani - guitar, vocals - Stuart Hamm - bass - Jeff Campitelli - drums |
| Joe Satriani     | "The Mystical Potato Head Groove Thing" | - Joe Satriani - guitar, vocals - Stuart Hamm - bass - Jeff Campitelli - drums |
| Joe Satriani     | "Summer Song"                           | - Joe Satriani - guitar, vocals - Stuart Hamm - bass - Jeff Campitelli - drums |
| Joe Satriani     | "Always with Me, Always with You"       | - Joe Satriani - guitar, vocals - Stuart Hamm - bass - Jeff Campitelli - drums |
| Joe Satriani     | "Big Bad Moon" "Bass Solo"              | - Joe Satriani - guitar, vocals - Stuart Hamm - bass - Jeff Campitelli - drums |
| Joe Satriani     | "Satch Boogie"                          | - Joe Satriani - guitar, vocals - Stuart Hamm - bass - Jeff Campitelli - drums |
| Joe Satriani     | "Slow Down Blues"                       | - Joe Satriani - guitar, vocals - Stuart Hamm - bass - Jeff Campitelli - drums |
| Joe Satriani     | "Surfing with the Alien"                | - Joe Satriani - guitar, vocals - Stuart Hamm - bass - Jeff Campitelli - drums |
| G3 Jam           | "Going Down"                            | - Joe Satriani - guitar, vocals - Michael Schenker - guitar - Uli Jon Roth - guitar - Keith More - guitar - Stu Hamm - bass - Jeff Campitelli - drums                                 |
| G3 Jam           | "The Thrill Is Gone"                    | - Gary Barden - vocals - Joe Satriani - guitarra - Michael Schenker - guitarra - Uli Jon Roth - guitarra - Keith More - guitarra - Stu Hamm - baixo - Jeff Campitelli - bateria       |
| G3 Jam           | "Voodoo Child (Slight Return)"          | - David Van Landing - vocals - Joe Satriani - guitarra - Michael Schenker - guitarra - Uli Jon Roth - guitarra - Keith More - guitarra - Stu Hamm - baixo - Jeff Campitelli - bateria |

### 2001 e 2002
Joe Satriani, Steve Vai e John Petrucci saíram em turnê pela América do Norte.

### 2003
Joe Satriani, Steve Vai e Yngwie Malmsteen fizeram turnê pela América do Norte e lançaram um dos shows como um álbum ao vivo (G3: Rockin' in the Free World), e um DVD (G3: Live in Denver).

### 2004
Joe Satriani, Steve Vai e Robert Fripp saíram em turnê pela Europa e América do Sul, a qual passou pelo Brasil.

### 2005
Joe Satriani, Steve Vai e John Petrucci saíram em turnê pelo Japão e Estados Unidos e gravaram um show em Tóquio, lançando-o como G3: Live in Tokyo.

### 2006
Joe Satriani, John Petrucci e Eric Johnson saíram em turnê pela América Latina e Austrália. Na qual também estiveram no Brasil em São Paulo.

### 2007
Joe Satriani, John Petrucci e Paul Gilbert começaram no dia 14 Março em Phoenix a turnê pelos Estados Unidos, que se estendeu até o mês de Abril.
Assim como em outras turnês do G3 houve participações de convidados especiais. Os guitarristas  Neal Schon (Journey), Gary Hoey, George Lynch (Dokken e Lynch Mob), Billy Gibbons (ZZ Top), Kenny Wayne Shepherd, Robert Fripp (King Crimson), Brian May (Queen) e Steve Morse (Deep Purple).

## Discografia
| Lançamento | Álbum                         | Formato        | Músicos                | Certificação/Vendas         | Ref.  |
| ---------- | ----------------------------- | -------------- | ---------------------- | --------------------------- | ----- |
| 1996       | G3: Live in Concert           | CD e DVD       | Satriani/Johnson/Vai   | Platina (RIAA) / 1,000,000+ | [ 5 ] |
| 2004       | G3: Rockin' in the Free World | CD Duplo       | Satriani/Vai/Malmsteen |                             |       |
| 2004       | G3: Live In Denver            | DVD            | Satriani/Vai/Malmsteen | Platina (RIAA) / 1,000,000+ | [ 5 ] |
| 2005       | G3: Live in Tokyo             | CD Duplo e DVD | Petrucci/Satriani/Vai  |                             |       |

## Recusas
Em 2017, durante uma transmissão ao vivo, realizada pelo Facebook, Satriani revelou que alguns guitarristas lendários não quiseram entrar no projeto G3. Satriani disse que os músicos em questão não chegaram a recusar formalmente, mas que eles nunca disseram sim aos seus pedidos. "Carlos Santana é um deles. Convidei Jeff Beck diversas vezes e nunca obtive um sim. Por muitos anos, estive convidando Eddie Van Halen, mas nunca foi a lugar algum. Talvez algum dia Eddie, Carlos, Jimmy Page, todos eles vão aparecer", disse.